# Elachistocleis ovalis
Elachistocleis ovalis es una especie  de anfibio anuro de la familia Microhylidae. Se encuentra en Bolivia, Brasil, Colombia, Guayana Francesa, Guayana, Panamá, Paraguay, Surinam, Trinidad y Tobago, Venezuela y, posiblemente en Perú.